# Иван Бъчваров (боксьор)
Вижте пояснителната страница за други личности с името Иван Бъчваров.
Иван Бъчваров е роден в град Бургас на 21 юли 1986 г. Републикански, балкански и европейски шампион по бокс на България при младежите.
Започнал своята спортна кариера 2000 г. за кратко време той успява да се нареди до най-добрите боксьори в неговата категория и възраст.
През 2008 г. става европейски шампион при младежите по бокс на България в Полша, след което приключва своята спортна кариера.